# マン・エイプ
マン・エイプ（Man-Ape）、またはエムバク（M'Baku）は、マーベル・コミック発行のアメリカン・コミックスに登場するスーパーヴィラン。スーパーヒーローのブラックパンサーと何度も敵対したキャラクターとして描かれた。

## 発行履歴
ロイ・トーマスとジョン・バスセマによって創造され、1969年3月の『アベンジャーズ』第62号で初登場した。

## キャラクター経歴
エムバクは生まれ故郷の“ワカンダ”で、ティ・チャラ/ブラックパンサーに次ぐ最も偉大な戦士の一人となった。彼は非合法化されていた“ホワイトゴリラ教”を再興し、その力を借りてワカンダの王位を簒奪して祖国を原始的な状態に戻そうと企てた。そのため反逆者となったエムバクは、一頭の聖なるホワイトゴリラを殺してその力を得たことでマン・エイプと名乗り、ティ・チャラと戦った。結果、崩されたパンサー・トーテムの下敷きとなって死んだと思われた。だが彼は側近のンガモによって蘇生され、“アベンジャーズ”と戦うためにアメリカに向かった。
エリック・ウィリアムズ/グリム・リーパー、アーサー・パークス/リビング・レーザー、エリック・ジョステン/パワーマン、ジャック・デュケイン/ソーズマンからなるオリジナルの“リーサル・レギオン”と同盟を組む。最初にスティーブ・ロジャース/キャプテン・アメリカを襲うが、他のアベンジャーズによって撃退された。その後、ティ・チャラのガールフレンドのモニカ・リンを捕らえて人質とし、モニカのダミーの爆発に罠に誘い込んでティ・チャラを気絶させ、捕縛に成功。しかしティ・チャラの脱出を許し、駆け付けた他のアベンジャーズのヒーローたちに連絡され、レギオンはアベンジャーズによって倒されてしまい、マン・エイプはレギオンに見切りをつけて脱退した。マン・エイプはキャプテン・アメリカに倒されるまで、再びティ・チャラ打倒にベストを尽くし、後にティ・チャラにワカンダから追放され、戻ってきたら処刑するよう告げられた。
それからマン・エイプは、グリム・リーパー、サミュエル・バローネ/ブラック・タロン、ジョステン/ゴライアス、ネクラ・シンクレア、ウルトロン-12で構成された新たなリーサル・レギオンに加わり、グリア・グラント・ネルソン/ティグラと戦ったが、グリム・リーパーの人種差別に耐えられなくなり、バローネと共にグリム・リーパーを見捨てた。
マン・エイプは世界の無人地帯を旅した後にクリムゾン・カウル率いる“マスターズ・オブ・イーヴィル”に加わったが、“サンダーボルツ”に敗れた。
ティ・チャラへのライバル心にもかかわらず、互いに敬意を払う間柄でもあったことからエムバク/マン・エイプはティ・チャラとオロロ・マンロー/ストームの結婚式に招待され、そこでスコッチに酔ってピーター・パーカー/スパイダーマンに喧嘩を売った一方で、ティ・チャラに生命の危機も警告した。
『Heroes for Hire』の終盤に登場した際には、グリム・リーパーやサボタージュと共に働いていた。
マン・エイプは、自国への侵攻から国民を守ろうとしてモールンによってライフフォースを抜き取られて殺されたと伝えられている。しかし彼はその直前に、危険が近づいていることを警告するためにワカンダに使者を送っていた。マン・エイプは後にゼベディア・キルグレイヴ/パープルマンの“ヴィランズ・フォー・ハイヤー”のメンバーとして生きて現れ、自由の女神像の爆破を計画したが、“ヒーローズ・フォー・ハイヤー”に阻止された。

## パワー・能力
マン・エイプは神聖なホワイトゴリラの肉を喰らい、その血を浴びることで超人的なパワーを手に入れた。そのため、10トンもの重量物を持ち上げる怪力、スピード、常人以上の敏捷性、スタミナ、耐久力などホワイトゴリラに基づく超人的なパワーを持つ。
その戦闘スタイルは野生のゴリラのような肉弾戦法や、鋭い槍を武器とする白兵戦法を主とする。

## その他のバージョン

### 『JLA/Avengers』
『JLA/Avengers』においてマン・エイプは、洗脳状態となりクローナの手下として登場。

### 『アルティメット・マーベル』
『アルティメット・マーベル』のアース1610におけるマン・エイプは、ティ・チャラの兄弟として登場。

## MCU版
『マーベル・シネマティック・ユニバース』（MCU）では、ウィンストン・デュークが演じる。日本語吹替は木村昴が担当。
現在のところ、原作コミックのようにマン・エイプとしては登場していない。

### キャラクター像
“ワカンダ”の山奥に位置する“ジャバリ・ランド”に棲み、長い間ワカンダ王家とは距離を置いてきた“ジャバリ族”の族長。一見頑迷かつ好戦的な硬骨漢で、他者の話の傍らで退屈そうに欠伸をしながら待つなどやや呑気で不謹慎な言動や態度を見せることもあるが、母国や同族への愛は誰よりも強く、決闘で自分の負けを認める潔さと借りはきちんとした形で返す義理堅さも併せ持ち、子どももいるらしい。以前は古来より他部族から不当に扱われたことから王家を嫌悪していたが、現在においてはティ・チャラ/ブラックパンサーやシュリをはじめとする王家と和解し、母国の危機には同族たちや他部族とも力を合わせて立ち向かう戦士の一人として活躍するようになった。

### スキル
ハーブの力を失った状態のティ・チャラを苦しめ、外宇宙の生物である“アウトライダーズ”やタロカン人の戦士らとの大乱戦の中でも倒されることなく戦い続けられるほどの肉弾戦・白兵戦能力を持つ。加えて、イボ語の方言と英語を話す言語力も有する。

### 武装
ノブケリー
愛用の武器である木製の杖。

### 各作品における活躍
『ブラックパンサー』
本作でMCU初登場。物語前半で催されたティ・チャラの王位継承に反対の意向を示して、即位の儀式での決闘で彼と打ち合って善戦するが敗北し、ティ・チャラの温情で命は失わずに済んでその場を後にした。
その後、エリック・キルモンガー（ウンジャダカ）との決闘で意識不明となったティ・チャラを、決闘で命を奪わなかった借りから介抱し、回復した彼らから援護を求められるも一度は拒否した。しかし、クライマックスでは部族総出で戦場に現れてナキアやシュリたちの窮地を救い加勢する。
事後は、ワカンダの評議会にジャバリ族の族長として参加し、ワカンダの国王に復位したティ・チャラを迎える。
『アベンジャーズ/インフィニティ・ウォー』
本作でも物語の後半にジャバリ族を率いてティ・チャラに協力。ティ・チャラとは「兄弟」と呼ぶほどの仲になっていた。サノスの軍勢を相手に激戦を繰り広げるも、同族たちがデシメーションによって消滅する様子に直面してしまう。
『アベンジャーズ/エンドゲーム』
クライマックスのサノスの群勢との決戦において、復活したヒーローたちや彼らと所縁ある大勢の戦士たちと共にゲートウェイから現れて参戦する。
『ブラックパンサー/ワカンダ・フォーエバー』

## その他のメディア

### テレビアニメ
- 『アベンジャーズ 地球最強のヒーロー』：マイクロシリーズのエピソード『アントマンとヴィブラニウム』に登場し、ケビン・マイケル・リチャードソンが声をあてた[23]。彼とユリシーズ・クロウはティ・チャカを殺し、ワカンダの支配権を掌握したが、ティ・チャラとロジャースに倒された。
- 『アベンジャーズ・アッセンブル』：アイク・アマディが声をあて[23]、“シャドー・カウンシル”のメンバーとして登場。ゴリラをモチーフにしたフォース強化スーツを着用している。

### ビデオゲーム
- ボスキャラクターとして登場。
  - 『Marvel: Ultimate Alliance 2』：エマーソン・フランクリンが声をあてた。ワカンダを攻撃し、ティ・チャラから王位を奪おうとする。
  - 『Marvel: Avengers Alliance』：ホワイトゴリラのリーダーとしても登場する。
  - 『Marvel Heroes』
- プレイヤーキャラクターとして登場。
  - 『Lego Marvel's Avengers』DLCの『ブラックパンサー』に登場する。
  - 『LEGO マーベル スーパー・ヒーローズ 2 ザ・ゲーム』：アレクシス・ロドニーが声をあてた。